# Кодорус Тауншип (округ Йорк, Пенсільванія)
Кодорус Тауншип (англ. Codorus Township) — селище (англ. township) в США, в окрузі Йорк штату Пенсільванія. Населення — 3904 особи (2020).

## Демографія
Згідно з переписом 2010 року, у селищі мешкало 3796 осіб у 1458 домогосподарствах у складі 1114 родин. Було 1537 помешкань
Расовий склад населення:
| - 96,0 % — білих - 1,3 % — чорних або афроамериканців - 0,3 % — азіатів - 0,2 % — корінних американців - 1,0 % — осіб інших рас |

До двох чи більше рас належало 1,2 %. Частка іспаномовних становила 1,7 % від усіх жителів.
За віковим діапазоном населення розподілялося таким чином: 20,0 % — особи молодші 18 років, 64,6 % — особи у віці 18—64 років, 15,4 % — особи у віці 65 років та старші. Медіана віку мешканця становила 45,1 року. На 100 осіб жіночої статі у селищі припадало 106,0 чоловіків;  на 100 жінок у віці від 18 років та старших — 104,8 чоловіків також старших 18 років.
Середній дохід на одне домашнє господарство  становив 72 549 доларів США (медіана — 59 392), а середній дохід на одну сім'ю — 82 739 доларів (медіана — 75 673). Медіана доходів становила 57 394 долари для чоловіків та 41 639 доларів для жінок. За межею бідності перебувало 7,7 % осіб, у тому числі 3,7 % дітей у віці до 18 років та 7,6 % осіб у віці 65 років та старших.
Цивільне працевлаштоване населення становило 1891 особа. Основні галузі зайнятості: освіта, охорона здоров'я та соціальна допомога — 17,3 %, будівництво — 14,7 %, роздрібна торгівля — 12,6 %, виробництво — 11,3 %.